# Lost Our Lisa
"Lost Our Lisa" är avsnitt 24 från säsong nio av Simpsons och sändes den 10 maj 1998 på Fox. I avsnittet vill Lisa besöka Isis-utställningen som har sin sista dag men då Marge måste ta Bart till sjukhuset lyckas Lisa lura Homer att låta henne åka buss ensam till museet. Lisa råkar dock ta fel buss och kommer vilse och Homer ger sig ut för att leta reda på henne då han insett att han gjort fel. Idén till avsnittet kom från Mike Scully och manuset skrevs av hans bror Brian Scully och regisserades av Pete Michels. Marcia Wallace gästskådespelar som Edna Krabappel.

## Handling
Det är studiedag för eleverna i Springfield, Bart gör med Milhouse ett besök i en butik med skämtartiklar. Bart köper artiklar till sitt ansikte men de har dålig sugförmåga så han går till sin pappa på jobbet och lånar superlim av honom. Hemma i villan packar Marge och Lisa inför sitt besök på Springsonianmuseet för att se Isis-utställning. Bart kommer hem och då Marge upptäcker att han använt superlim för att fästa skämtartiklarna måste hon ta honom till sjukhuset och utflykten till museet blir inställd. Lisa blir ensam i huset och hon är desperat att få se utställningen eftersom det är sista dagen för den så hon ringer till sin pappa på jobbet och lurar honom att ge henne tillåtelse att ta bussen till museet efter att hon berättat att alternativet är att ta en limousin som är mycket dyrare. Lisa sitter på bussen, men efter en stund känner hon inte igen sig och frågar busschauffören när bussen kommer till museet. Chauffören berättar att hon är på buss 22-A och inte 22 som hon trodde, eftersom den bussen inte går idag. Bussen kommer därefter till ändhållplatsen och chauffören slänger ut Lisa. Under tiden är det lunchrast för Homer och han berättar då för sina arbetskamrater, Lenny och Carl att han lät sin dotter åka buss till museet idag istället för en dyr limousin. Lenny och Carl berättar att de tycker det var fel av Homer att låta henne åka buss själv vilket gör att han inser sitt misstag och lämnar jobbet för att leta reda på Lisa.
Homer börjar söka efter Lisa på museet men där är hon inte och han börjar finkamma centrala Springfield. Under tiden har Lisa börjat promenera tillbaka till Springfield från ödemarken där ändhållplatsen ligger och passerar då både Area 51-A och ett ryskt kvarter. Homer inser under sitt sökande att han måste få en överblick över staden för att kunna lokalisera Lisa och lånar en lyftkran. När Homer är högst uppe i lyftkranen ser Homer och Lisa varandra, men då börjar lyftkranen att glida nerför en backe så Homer ropar till Lisa att hon måste hjälpa honom få stopp på lyftkranen som börjar skena genom Springfield. När lyftkranen åker genom en flod springer Lisa till en broöppnare och ber honom stänga bron då Homer passerar den och hon lyckas därmed rädda Homer. På sjukhuset lyckas Dr. Hibbert lossa skämtartiklarna genom att utsätta Bart för skräcksvett genom att rikta en stor knappfästare mot hans kropp. Marge kommer hem med Bart och hon ber Bart att be sin syster om ursäkt över vad han gjort och han ber om ursäkt utanför den stängda dörren till hennes tomma sovrum. Då Lisa inte svarar säger Bart till sin mamma att hon får honom att må dåligt så Marge ropar till Lisa att sluta med det.
Homer är på väg hem med Lisa och hon berättar för honom att hon aldrig kommer att göra något så dumt igen. Homer berättar för henne att inte säga så, eftersom att riskera livet är en krydda i tillställningen, det är bra att vara försiktig men bara i små doser. Homer frågar Lisa vad hon vill göra. Lisa berättar att hon vill se utställningen men museet har nu stängt, detta får Homer att tillsammans med Lisa göra inbrott i museet för att Lisa ska få se utställningen. När de tittar på utställningen råkar Homer få Orbs of Isis att ramla i golvet, men då den ramlar i golvet öppnas luckor i den och musik börjar spelas från den som en speldosa. Lisa berättar att de upptäckt hemligheten bakom Orbs of Isis. Lisa tackar sen Homer för de fått höra en sång som inte spelats på tusen år. Innan de stänger Orbs of Isis igen påpekar Lisa att den sången de hört kanske aldrig får höras mera men Homer berättar att den kommer att alltid leva, för de kommer att minnas den. De lämnar sedan museet men sätter då igång larmet och jagas av vakthundar ut ur museet.

## Produktion
Idén till avsnittet kom från Mike Scully och baserar den på att när han själv fick åka buss till ett museum. Avsnittet fick skrivas av hans bror Brian Scully och regisserades av Pete Michels. Då man gjorde animeringen fick man göra en ny form av Barts mun eftersom den skulle passa med löständerna han köpte i butiken. Då Lisa är på väg tillbaka i Springfield träffar hon på Cletus som har i sin last flera döda djur, från början skulle det varit valpar men det togs bort eftersom det ansågs vara för sorgligt. I avsnittet besöker Lisa den ryska delen i Springfield och Mike Scully tog hjälp av Yakov Smirnoff för att få replikerna översatta till ryska. Dan Castellaneta gjorde replikerna och fick öva på uttalandet för att det skulle låta ryskt.

## Mottagande
Avsnittet hamnade på plats 45 över mest sedda program under veckan med en Nielsen ratings på 7,8 vilket innebar 7,6 miljoner hushåll och det fjärde mest sedda på Fox under veckan. I Planet Simpson: How a Cartoon Masterpiece Documented an Era and Defined a Generation har Chris Turner beskrivit att bussturen i avsnittet är ett exempel på satiriska skratt i serien som görs på bekostnad av Lisas idealism.  "Lost Our Lisa" har nämnts i The Simpsons and Philosophy: The D'oh! of Homer för att beskriva Homers och Lisas relation. I The Psychology of the Simpsons: D'oh! har författarna använt uttalanden från Homer i avsnittet för att analysera skillnaden mellan heuristisk och algoritmisk beslutsfattande. Homers förklaring om risker för Lisa har använts i The Psychology of The Simpsons för att beskriva att han har tidigare erfarenheter av att ta stora, dödsföraktande risker. Warren Martyn och Adrian Wood har i I Can't Believe It's a Bigger and Better Updated Unofficial Simpsons Guide kallat avsnittet som otroligt då det har massor av bra skämt och smarta situationer men det bästa är att Lisas och Homers gemenskap aldrig har varit roligare och härligare och ger därför en härlig känsla.